# Henry Selwin-Ibbetson (1er baron Rookwood)
Henry John Selwin-Ibbetson, 1er baron Rookwood, (26 septembre 1826 - 15 janvier 1902), est un homme politique conservateur britannique. Il sert sous Benjamin Disraeli comme sous-secrétaire d'État au ministère de l'Intérieur entre 1874 et 1878 et comme secrétaire financier au Trésor entre 1878 et 1880.

## Jeunesse et éducation
Né Henry John Selwin, il est le seul fils de John Thomas Selwin, 6e baronnet, et de sa femme Isabella, fille du général John Leveson-Gower, et fait ses études à la maison et au St John's College, Cambridge où il obtient son diplôme en 1849.

## Carrière politique
Il se présente sans succès à Ipswich en 1857 et 1859  mais en 1865, il est élu comme l'un des deux représentants d'Essex South. Il représente ensuite Essex West de 1868 à 1885 et Epping de 1885 à 1892. En 1867, il reprend par licence royale le nom de famille d'origine d'Ibbetson en plus de celui de Selwin et l'année suivante il succède à son père comme baronnet.
Lorsque les conservateurs arrivent au pouvoir en 1874, avec Benjamin Disraeli, Rookwood refuse le poste de président du Comité des voies et moyens (vice-président de la Chambre des communes). Disraeli le nomme sous-secrétaire d'État au ministère de l'Intérieur, poste qu'il occupe jusqu'en 1878, puis secrétaire financier du Trésor de 1878 à 1880. En 1879, il refuse de devenir Gouverneur de Nouvelle-Galles du Sud. Il est plus tard le deuxième commissaire du domaine de l'Église entre 1885 et 1886 et 1886 à 1892. À sa retraite de la Chambre des communes en 1892, il est élevé à la pairie en tant que baron Rookwood, de Rookwood Hall et Down Hall, tous deux dans le comté d'Essex.

## Famille
Lord Rookwood épouse en premières noces Sarah Elizabeth Copley, fille aînée et cohéritière du Lord grand chancelier John Copley, 1er baron Lyndhurst, en 1850. Après sa mort en 1865, il se remarie avec Eden Thackrah, fille de George Thackrah et veuve de son cousin germain Charles Henry Ibbetson, 5e baronnet, en 1867. Après sa mort en 1899, il épouse en troisièmes noces Sophia Harriet Lawrell, fille de Digby Lawrell, en 1900. Il n'a aucun enfant des trois mariages.
Son domaine comprend quelque 4 000 acres, des mines de charbon à Durham et dans le Yorkshire et une quantité considérable de maisons à Halifax.
Lord Rookwood est décédé à Londres le 15 janvier 1902, à l'âge de 75 ans, et ses titres s'éteignent.